# Ben Savage
Bennett Joseph Savage (Chicago, 13 de septiembre de 1980), conocido como Ben Savage, es un actor estadounidense. Es famoso principalmente por su papel protagonista en la serie Boy Meets World. Es hermano menor del actor y director Fred Savage y de la actriz y cantante Kala Savage.
Es un gran admirador de Bruce Springsteen, tanto que pasó un verano al lado de su padre siguiendo su gira por todo el país.

## Primeros años
Savage nació en Chicago, Illinois,  hijo de Joanne y Lewis Savage, un corredor de bienes raíces industriales y consultor. Su hermano es el actor Fred Savage, y su hermana es la actriz/cantante Kala Savage. Sus abuelos eran inmigrantes judíos de Polonia, Ucrania, Alemania, y Letonia. Savage se crio bajo la religión de Judaísmo reformista.

## Carrera
Savage hizo su debut en el cine a la edad de 9 años en la película de su hermano, Fred, Little Monsters (1989) y apareció en las películas Big Girls Don't Cry... They Get Even (1992), como Sam, el hermano pequeño inteligente, y como un niño llamado Roger en Clifford (1994), esta última protagonizada por Martin Short. El debut de Savage estaba en etapa deLa epidemia de risa en la Pasadena Playhouse.
Savage comenzó a ocupar un lugar destacado en la televisión. Su primer papel importante en la pequeña pantalla fue el papel recurrente de Mateo, hijo del personaje de Judd Hirsch , en la serie de comedia Dear John (1988). También interpretó a un niño de una familia de huérfanos estafadores que tenían a Robert Mitchum como su tutor en A Family For Joe (NBC, 1990).
El papel que le dio mayor popularidad fue el del personaje Cory Matthews, figura principal en la serie de TV (sitcom) Boy Meets World, emitida de 1993 a 2000. A los 13 años, Savage dijo una vez: "Nunca hablaría con mis maestros, como las conversaciones de Cory al Sr. Feeny. Quiero decir, ellos son los que le dan los grados». Cuando Boy Meets World (BMW) se estrenó en el otoño de 1993, las agencias de publicidad predijeron que el astuto personaje de Cory Matthews tendría éxito. De hecho, la comedia se convirtió en un elemento básico de la  cadena de televisión ABC "T.G.I.F.". Junto con Rider Strong, que interpretaba a Shawn Hunter, fue uno de los dos únicos actores que aparecen en los 157 episodios de la serie.
El hermano de Ben Savage, Fred, apareció junto a él en un episodio de Boy Meets World, como artista invitado. Interpretaba a un profesor universitario lujurioso que persigue a la novia de Cory. En la temporada siguiente, el 17 de diciembre de 1999, Fred dirigió a su hermano y al elenco de Boy Meets World en el episodio "Family Trees".
Ben también trabajó en varios telefilmes, entre ellos She Woke Up (1992) con Lindsay Wagner, y McDonald's Family Theatre Presents: Aliens for Breakfast (1995), como un adolescente cuya figura de los cereales para el desayuno cobra vida.
Savage recibió reconocimiento de la crítica por su interpretación de "Coty Wyckoff", un niño con cara de ángel, con el alma de un asesino, en la serie de la ABC Wild Palms (1993).
En mayo de 1998, Savage volvió a recibir elogios de la crítica, esta vez por interpretar a "Roddy Stern" en la producción ganadora de un Tony Award-Israel Horovitz's. Recibió un Ovation Award por su actuación.
En 2002, Savage actuó en la película PG-13 Swimming Upstream interpretando al mejor amigo del protagonista, un personaje que era un poco inmaduro, pero un gran apoyo para su amigo que era un enfermo terminal.

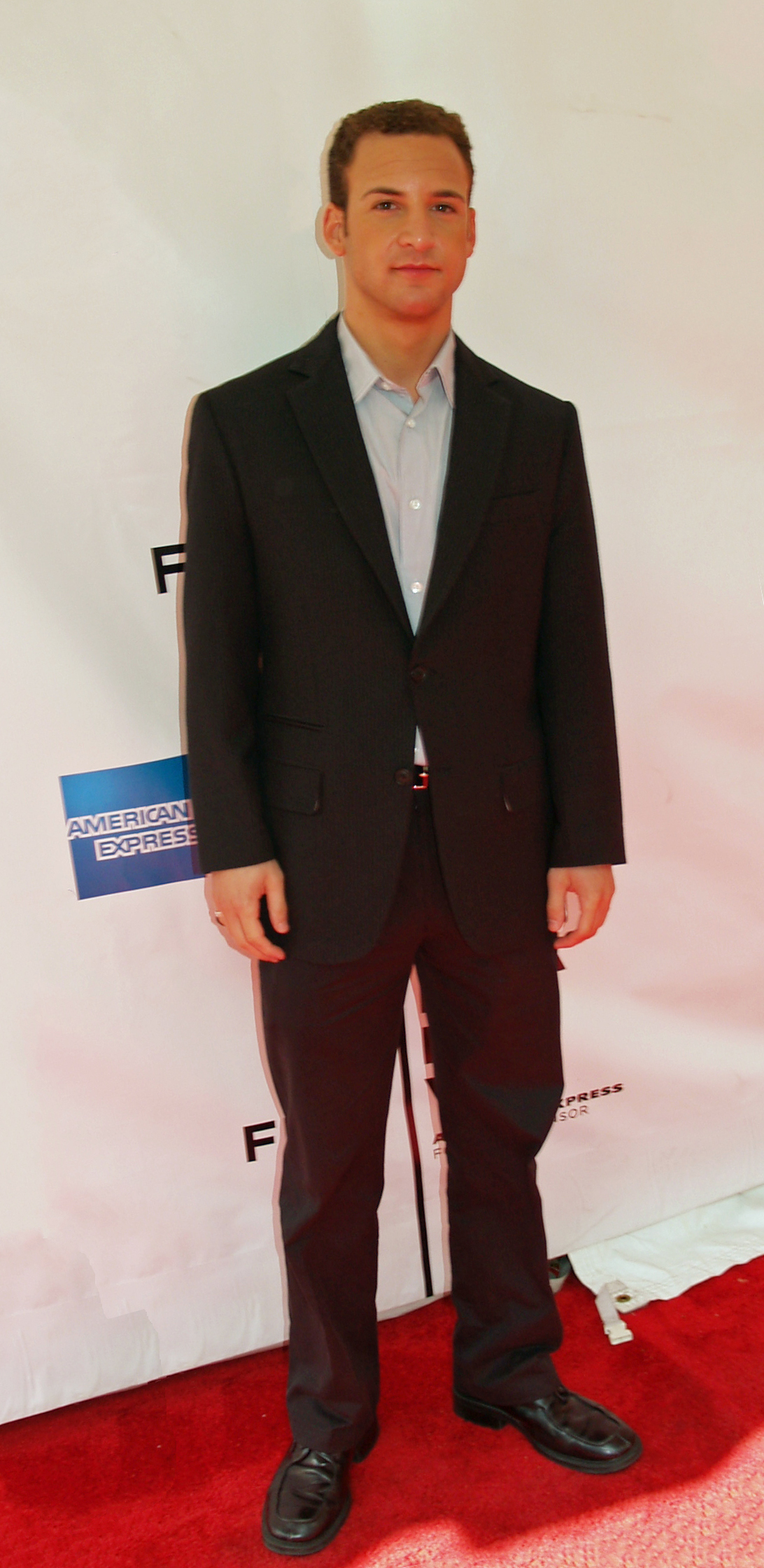
Savage en abril de 2007.

Savage se tomó un descanso de la actuación en cine y televisión durante tres años, pero más tarde hizo una aparición especial en el |Still Standing como Seth Cosella, el jefe de Bill Miller, interpretado por Mark Addy. Ese mismo año interpretó el papel de Davis Ford en la película independiente Car Babes, que fue filmada en localizaciones de Los Gatos, California, y la también estrella invitada como sí mismo en un episodio de la Disney Channel original serie Phil of the Future.
En 2006, protagonizó la película independiente aclamada por la crítica Palo Alto , que primero se estrenó en el Festival de Cine de Tribeca en 2007.
En 2007, protagonizó el piloto de ABC de Sachs / Judá Making it Legal junto a Scott Wolf y Robert Wagner.
En 2008, interpretó a Mark Ratner en un episodio de la serie de la NBC Chuck (TV series), y también como un personaje sospechoso de asesinato llamado 'Kirby Morris' en un episodio de Without a Trace.
En 2011, apareció en un episodio de la serie de Fox Bones.
En 2014, vuelve a interpretar a Cornelius "Cory" en Girl Meets World, programa de televisión de Disney Channel, secuela de su exitosa serie Boy Meets World junto con Danielle Fishel, que interpretaba a Topanga Lawrence, su gran amor en Boy Meets World. Savage también es el productor ejecutivo de la serie.

## Vida personal
Savage trabajó como becario para el senador estadounidense Arlen Specter en 2003 como requisito para completar sus estudios en la Universidad Stanford, de donde se graduó en 2004 con un título en Ciencias Políticas y como un miembro de la fraternidad Sigma Chi.

## Filmografía
| Año  | Título                               | Rol             | Notas                    |
| ---- | ------------------------------------ | --------------- | ------------------------ |
| 1989 | Little Monsters                      | Eric Stevenson  |                          |
| 1992 | Big Girls Don't Cry... They Get Even | Sam             |                          |
| 1994 | Clifford                             | Roger           |                          |
| 2002 | Swimming Upstream                    | Teddy Benevides |                          |
| 2006 | Car Babes                            | Ford Davis      |                          |
| 2007 | Palo Alto                            | Patrick         |                          |
| 2010 | Closing Time                         | Jared           | Cortometraje             |
| 2011 | Peace and Riot                       | Scott           |                          |
| 2012 | Lake Effects                         | Carl            | Película para televisión |
| 2012 | White Dwarf                          | Ben             |                          |
| 2012 | The Caterpillar's Kimono             | Lincoln         |                          |

| Año         | Título               | Rol                  | Notas                                          |
| ----------- | -------------------- | -------------------- | ---------------------------------------------- |
| 1988–1990   | Dear John            | Matthew Lacey        | 5 episodios                                    |
| 1990        | The Wonder Years     | Curtis Hartsell      | Episodio: "The St. Valentine's Day Massacre"   |
| 1990        | Hurricane Sam        | Sam Kelvin           | Película para televisión                       |
| 1990        | Family for Joe       | Chris Bankston       | 9 episodios                                    |
| 1992        | She Woke Up          | Andy                 | Película para televisión                       |
| 1993        | Wild Palms           | Coty Wyckoff         | Miniserie                                      |
| 1993–2000   | Boy Meets World      | Cory Matthews        | Papel principal, 158 episodios                 |
| 1994        | Aliens for Breakfast | Richard              | Película para televisión                       |
| 1996        | Maybe This Time      | Cory Matthews        | Episodio: "Acting Out"                         |
| 1996        | Party of Five        | Stuart               | Episodio: "Close to You" Episodio: "Christmas" |
| 2005        | Still Standing       | Seth Cosella         | Episodio: "Still the Boss"                     |
| 2007        | Making It Legal      | Todd                 | Película para televisión                       |
| 2008        | Chuck                | Mark Ratner          | Episodio: "Chuck Versus the Cougars"           |
| 2008        | Without a Trace      | Kirby Morris         | Episodio: "Cloudy with a Chance of Gettysburg" |
| 2011        | Shake it Up          | Andy Burns           | Episodio: "Review It Up"                       |
| 2011        | Bones                | Hugh Burnside        | Episodio: "The Male In The Mail"               |
| 2014 - 2017 | Girl Meets World     | Cory Matthews        | Protagonista                                   |
| 2015        | Criminal Minds       | Jason Gideon (joven) | Episodio: "Nelson's Sparrow"                   |

## Premios y nominaciones
| Año  | Resultado | Premio                          | Categoría                                               | Trabajo nominado |
| ---- | --------- | ------------------------------- | ------------------------------------------------------- | ---------------- |
| 1990 | Nominado  | Young Artist Awards             | Best Young Actor Starring in a Motion Picture           | Little Monsters  |
| 1994 | Nominado  | Young Artist Awards             | Best Youth Actor Leading Role in a Television Series    | Boy Meets World  |
| 1997 | Nominado  | Young Artist Awards             | Best Performance in a TV Comedy: Leading Young Actor    | Boy Meets World  |
| 1998 | Nominado  | Young Artist Awards             | Best Performance in a TV Comedy: Leading Young Actor    | Boy Meets World  |
| 1998 | Nominado  | YoungStar Awards                | Best Performance by a Young Actor in a Comedy TV Series | Boy Meets World  |
| 2000 | Ganador   | Nickelodeon Kids' Choice Awards | Favorite Television Friends                             | Boy Meets World  |